# 林太乙
林玉如（1926年4月1日—2003年7月5日），筆名太乙，世稱林太乙。福建漳州平和人，生於中華民國北平，文壇大師林語堂次女，與大姐林如斯，三妹林相如皆具有文才，合稱林家三姐妹。曾榮獲中國文藝協會頒發的中國文藝獎章傳記文學獎。1965年至1988年擔任香港《讀者文摘》總編輯，長達23年，直到退休。

## 生平

### 早年
林太乙出生於北京，小時候是在動蕩生活中渡過的，五歲時，在上海入讀覺民小學。她小時長得白白胖胖，眼睛很大，聰明伶俐十分討人喜歡。在上海，林語堂專心致志寫文章、辦刊物，閑暇之時便與妻女跳舞、唱歌、做遊戲，這個「新式家庭」充滿了歌聲、笑聲。他對女兒要求很高，教育很嚴。他要孩子練習書法、背誦古詩文，學習英語，練彈鋼琴等等。林太乙童年深受其父親林語堂影響，父親親自教中文，因鼓勵女兒投稿，林語堂便以《呂氏春秋．大樂》裡面的「萬物所出，造於太乙」之典故，起太乙為林玉如筆名。
1936年初，林太乙尚未小學畢業便隨家庭去了美國。經過惡補注英文後，插班進入紐約一所小學。在這期間，她沾了父親「名作家」的光，在好萊塢和美國著名童星秀蘭·鄧波兒會面，並拍照留念；又在父親熱情鼓勵與安排下，在上海「西風」雜志發表了第一篇散文《探火山口》；只差幾個月畢業，林太乙又隨家人去了歐洲，一度在巴黎惡補法語。
1939年4月，林家又遷回美國。林太乙開始進入紐約陶爾頓中學就讀。身在異國他鄉，當然飽嘗「外人歧視」與文化差異之苦，但聰明過人的她，善于適應環境和與人相處，很快地就受到教師與同學的歡迎，稱之爲「中國來的小女孩。」
正當林太乙過上比較安定的學習生活時，中國的抗日戰爭全面爆發。父母親開始投身抗日救亡活動，特別是赤誠愛國的父親，他是在美國的有名的中國人，「他的話美國人聽」，更是四處奔走，演講撰文，宣傳鼓動，還多次發動募捐，爲國內捐款送物，甚至于攜妻帶女返回炮火紛飛的祖國。1943年初，林家到達陪都重慶，住進山區北碚，一家人過了一段終日與空襲爲伴的災難性的日子。
同年（1943年）8月，他們再次去美國。林太乙經過極大的努力才趕上學校的課程。最後，她還是以獲得「榮譽畢業生」的稱號的優秀成績中學畢業了。

## 作家生涯
1943年，林太乙在美國寫了英文小說《戰潮》，頗受好評。中學畢業後，父親認為她不必上大學，於是，林太乙到了耶魯大學亞洲研究所當中文教員。幾年後，她到哥倫比亞大學校外進修部選課，選英國小說和新聞學課目。期間她認識了哥倫比亞大學碩士生黎明。
抗戰剛剛結束，林太乙代替即將結婚的大姐再度回中國，到上海任軍醫署長林可勝醫師的英文秘書，目睹戰後滿目瘡夷的中國社會現實。返美後，到哥倫比亞大學校外進修部選修英國小說與新聞學。「一心當作家」的她開始系統的閱讀古今中外的經典名著，對莎士比亞、蕭伯納、王爾德、拜倫、雪萊、華茲華斯、艾略特等作家、詩人進行了研究。對于中國近代作家，她更喜歡張恨水和他的小說作品，如《啼笑因緣》、《秦淮世家》、《夜深沈》、《似水流年》等。
1949年，林太乙和哥倫比亞大學碩士生黎明結婚，婚後育有一女一男。
1960年(34歲)，著《The Lilacs Overgrow》，在美國出版，1976年出版中文譯本《丁香遍野》。
1962年(36歲)，林太乙與家人遷居香港。林太乙繼承「林家的藝術家的氣質和不可救藥的樂觀」精神。雖然旅居海外或港台，但長期默默耕耘在文學園地裏，收獲甚豐。她著有多部小說，多以英文撰寫，並且譯成八種其他文字出版。1964年(38歲)，著《Kampoon Street》，在美國出版，1979年出版中文本《金盤街》。《金盤街》及《丁香遍野》等三本小說，均被譯成八種其他文字出版。林玉如並受聯合國教科文組織委託，將中國古典名著《鏡花緣》譯成英文。
1989年出版《林語堂傳》，獲得台灣最高文藝獎--1991年度「國家文藝獎」。1991年(65歲)出版長篇小說《春雷春雨》(重寫自英文創作《The Lilacs Overgrow》)(台北，聯經出版公司)。1992年(66歲)出版長篇小說《明月幾時有》(台北，聯經出版公司)。
1996年出版自傳《林家次女》，獲1998年度「中山文藝獎」，「中國文藝協會」文藝獎，台北市優良圖書獎。
1999年林太乙榮獲中國文藝協會頒發的中國文藝獎章傳記文學獎。
2003年7月5日，林太乙因胰臟癌在美國維吉尼亞州水晶城寓所病逝，享壽七十七歲。

## 志業
1965年中文《讀者文摘》在香港創刊，林太乙被聘請擔任總編輯。
她將《讀者文摘》中文版編得有聲有色，讓一本外國雜志不僅換上中國的外衣，也散發親切的中國味；她細選值得刊載、適合國人閱讀的文章，嚴謹地翻譯、修改、求證；感性知性兼備的文章，明快精准的字句，帶給讀者安定祥和、溫馨趣味的感覺，建立了長久不衰的口碑，也讓國內作家如琦君、張曉風、梁實秋、杏林子等人的作品用不同的語言發聲，引介給全世界，影響極爲深遠。董橋曾親身體驗到林太乙在《讀者文摘》工作時的辦事作風及語文功力：「她的中文清爽聰明；她的英文下筆既快又准，想都不用想就成章了。我有幾次站在旁邊看她起草文件，一字不改，字字恰如其分。」中英文造詣俱深，使她成爲最優秀的編輯及作家。
林太乙擔任《讀者文摘》總編輯23年，直到1988年退休，退休後和丈夫移居美國。

## 作品

### 英文著作

#### 小說
- War Tide《戰潮》,The John Day companyNew York(1943)
- The Golden Coin《金幣》,The John Day company,New York(1946)
- The Eavesdropper《偷聽者》,World Pub. Co.Cleveland(1958)
- The Lilacs Overgrow《丁香遍野》,World Pub. Co.Cleveland(1960)
- Kampoon Street《金盤街》,World Pub. Co.Cleveland(1964)

#### 自傳
- Our Family《我的家》,Jonathan Cape,London(1939)(與林如斯、林相如合著)
- Dawn over Chungking《重慶黎明》,The John Day company，New York(1941)(與林如斯、林相如合著)

### 中文著作

#### 小說
- 《丁香遍野》，臺北文星出版，民55年(1966年)
- 《金盤街》，臺北純文學出版，民68年(1979年)
- 《春雷春雨》，臺北聯經出版，民80年(1991年)3月
- 《明月幾時有》，臺北聯經出版，民81年(1992年)11月
- 《好度有度》(How to you do?)林太乙著，臺北九歌出版，民87年(1998年)
- 《蕭邦,你好》(Hello, Chopin)林太乙著，臺北九歌出版，民90年(2001年)

#### 散文
- 《女王與我》(The queen and I)，臺北九歌出版，民92年(2003年)

#### 傳記
- 《林家次女》(Second daughter of the family)，臺北九歌出版，民85年(1996年)
- 《林語堂傳》，臺北聯經出版，民78年(1989年)11月

### 翻譯作品

#### 中譯英
- 《女叛徒》，謝冰瑩著. Girl rebel，林如斯、林無雙譯，桂林民光書局，民29年(1940年)12月，重慶求知圖書社，民34年(1945年)3月
- 《鏡花緣》清朝李汝珍著。Flowers in the Mirror. Translated by Lin Tai-yi. California: University of California Press.(1965)

#### 英翻中
- Visage vole，Latifa(拉蒂法).《偷臉》，林太乙譯，臺北中和布波出版，民93年(2004年)

### 編作編纂
- 《人間傳奇》Chinese drama in real life，林太乙主編，香港讀者文摘, 1986年
- 《文英集：讀者文摘中國作家文選》Chinese literature in the Reader’s Digest，林太乙主編，香港讀者文摘遠東公司，1987年
- 《談情說性：語堂文選(上)》林太乙編，臺北聯經出版，民83年(1994年)10月
- 《讀書的藝術：語堂文選(下)》林太乙編，臺北聯經出版，民83年(1994年)10月
- 《論幽默：語堂幽默文選(上)》林太乙編，臺北聯經出版，民83年(1994年)10月
- 《清算月亮：語堂幽默文選(下)》林太乙編，臺北聯經出版，民83年(1994年)10月
- 《文華集》，林太乙主編，香港讀者文摘遠東公司,2003年
- 《最新林語堂漢英詞典》(The new Lin Yutang Chinese-English dictionary)，黎明、林太乙編纂，香港大盛，1987年

## 外部連結
- 林太乙（九歌文學網） （页面存档备份，存于）
- 林家次女 林太乙／文佳